# Jakow Wladimirowitsch Steinberg
Jakow Wladimirowitsch Steinberg (russisch Яков Владимирович Штейнберг; * 1880; † 1942) war ein russischer Fotograf.
1913 wurde er von der Solnze Rossi engagiert. Er war Reporter für die ersten illustrierten Zeitschriften Plamja und Junyi Proletari. Steinberg war als „Fotograf von Petrograd“ (dem heutigen Sankt Petersburg) bekannt. In den dortigen Staatsarchiven werden mehr als 6.000 Fotografien von ihm aufbewahrt.